# نادي أطلس أولماس
نادي اطلس اولماس (Atlas Oulmès Club Sportif (AOCS هو نادي مغربي من مدينة أولماس التي تبعد عن الخميسات بـ90 كم ويمارس الفرق بالقسم الهواة الثالث بالمغرب وألتراس ريفولتي من الشباب ينحدرون من مختلف مناطق وأحياء مدينة اولماس ومن جميع أطياف المجتمع إنشاء مجموعة ألتراس لمساندة الفريق المحلي للمدينة نادي أطلس اولماس. المدينة بها ملعب لكرة القدم يستقبل الفرق التي تنافس الفريق المحلي من الدرجة الثالثة. 